# کیوهی کوروکی
کیوهی کوروکی (انگلیسی: Kyohei Kuroki؛ زادهٔ ۳۱ ژوئیهٔ ۱۹۸۹) بازیکن فوتبال اهل ژاپن است.
از باشگاه‌هایی که در آن بازی کرده‌است می‌توان به باشگاه فوتبال ساگان توسو اشاره کرد.